# Witold Stachurski
Witold Stachurski (* 15. Januar 1947 in Chmielnik, Woiwodschaft Heiligkreuz; † 16. Mai 2001 in Kielce, Woiwodschaft Heiligkreuz) war ein polnischer Boxer.

## Werdegang
1967 erreichte er jeweils einen zweiten Platz im Halbmittelgewicht bei den Polizeimeisterschaften in Ungarn, den Europameisterschaften in Italien (Siege gegen Imre Nagy aus Ungarn, Rainer Salzburger aus Österreich und Vojtěch Stantien aus Tschechien, kampfloser Ausstieg im Finale) und dem vorolympischen Testturnier in Mexiko (Finalniederlage gegen Rolando Garbey). Bei den Olympischen Sommerspielen 1968 in Mexiko-Stadt, unterlag er jedoch noch im ersten Kampf gegen Ion Covaci aus Rumänien knapp mit 2:3.
1969 gewann er u. a. mit einem Sieg gegen Rolando Garbey, das TSC-Turnier in Berlin. 1970 folgten Turniersiege beim Dutch Tulips Turnier in den Niederlanden (u. a. Sieg gegen Alan Minter) und den Polizeimeisterschaften in Rumänien. Bei den Europameisterschaften 1971 in Spanien, verlor er im Viertelfinale gegen Juozas Juocevičius knapp mit 2:3 und erreichte damit Platz 5.
1972 gewann er jeweils Gold bei den Turnieren Dutch Tulips und Gryf Szczeciński und startete daraufhin bei den Olympischen Sommerspielen 1972, wo er nach Viertelfinalniederlage gegen Reima Virtanen auf dem 5. Platz ausschied. 1973 nahm er noch an den Europameisterschaften in Serbien teil, besiegte im Mittelgewicht Dragomir Vujković aus Jugoslawien sowie Poul Knudsen aus Dänemark und verlor erst im Halbfinale gegen Wjatscheslaw Lemeschew, womit er Bronze gewann.
Darüber hinaus wurde er 1970, 1971, 1972 und 1973 Polnischer Meister im Mittelgewicht.